# Toxorhynchites portoricensis
Toxorhynchites portoricensis är en tvåvingeart som först beskrevs av Roeder 1885.  Toxorhynchites portoricensis ingår i släktet Toxorhynchites och familjen stickmyggor. Inga underarter finns listade i Catalogue of Life.